# 9. Armee (Deutsches Kaiserreich)

Standarte eines Stabes eines Armeeoberkommandos (1871–1918)

Als 9. Armeen / Armeeoberkommando 9 (AOK 9) wurden einige Großverbände und die dazugehörigen Kommandobehörden des deutschen Heeres während des Ersten Weltkriegs (1914–1918) bezeichnet. Sie umfassten jeweils mehrere Armee- oder Reservekorps sowie zahlreiche Spezialtruppen.

## Geschichte

### Erste Aufstellung
Die 9. Armee wurde im September 1914 aus Abgaben der 8. Armee, der Westfront und Reserveverbänden im Raum Oberschlesien aufgestellt und stand zunächst am linken Flügel der Südfront im Raum ostwärts Tschenstochau. Das Armeeoberkommando 9 wurde am 19. September 1914 in Breslau zusammengestellt. Ihm unterstanden folgende Formationen:
- Garde-Reserve-Korps
- XI. Armee-Korps
- XVII. Armee-Korps
- XX. Armee-Korps
- Landwehrkorps
- Hauptreserve Posen
- Höherer Kavallerie-Kommandeur Nr. 3 mit 8. Kavallerie-Division
- Stellvertretende Generalkommandos des II., V. und VI. Armee-Korps

Im September/Oktober 1914 kam die Armee im Rahmen der Schlacht an der Weichsel zum Einsatz, einem gescheiterten Versuch, die russischen Armeen in Südpolen im Frontalangriff zu besiegen. Als der neuernannte Oberbefehlshaber der gesamten deutschen Streitkräfte im Osten (Ober Ost), Generaloberst Paul von Hindenburg, zur Entlastung der österreichischen Truppen eine Offensive gegen die russischen Linien in Mittelpolen plante, wurde die Masse der Armee von den Russen unbemerkt ab 3. November 1914 in den Raum ostwärts Posen bis Thorn verlegt. Der Angriff begann am 11. November, kam aber nach der Schlacht um Łódź zum Stehen. Hierbei misslang die Einkreisung der russischen Truppen, die Stadt konnte aber im Dezember nach deren Rückzug besetzt werden. Danach erstarrte die Front zeitweilig im Stellungskrieg. 1915 nahm die Armee während des russischen Großen Rückzugs Warschau ein.
Das Hauptquartier des Armeeoberkommandos befand sich vom 2. Januar bis zum 21. Juli 1915 in Łódź und ab dem 22. September 1915 in Slonim. Ab August 1915 fungierte es gleichzeitig als Heeresgruppenkommando der Heeresgruppe Prinz Leopold von Bayern. Am 30. Juli 1916 wurde die Armee selbst aufgelöst, doch das Armeeoberkommando blieb noch bis zum 29. August 1916 als Heeresgruppen-Kommando bestehen.

### Zweite Aufstellung
Nachdem Rumänien am 27. August 1916 den Mittelmächten den Krieg erklärt hatte, wurde es notwendig, Truppen gegen diesen neuen Gegner zusammenzuziehen. Dazu wurde das Armeeoberkommando 9 am 6. September 1916 erneut zusammengestellt und nach Siebenbürgen verlegt. Es hatte allerdings mit General der Infanterie Erich von Falkenhayn, dem ehemaligen Kriegsminister und Chef des Generalstabes des Feldheeres, einen neuen Oberbefehlshaber und auch einen neuen Stabschef.
Die Armee wurde von 1916/17 auf dem rumänischen Kriegsschauplatz eingesetzt. Die Armee sollte den Gegner, der ab Ende August schnell bis Kronstadt und vor Hermannstadt vorgestoßen war, aufhalten und dann zurückschlagen. Ab November 1916 griff die 9. Armee an, eroberte gemeinsam mit der Donau-Armee der Heeresgruppe Mackensen Bukarest und erreichte im Januar 1917 den Unterlauf des Sereth. Ihr Hauptquartier lag ab dem 11. Januar 1917 in Rimnicul Sarat.

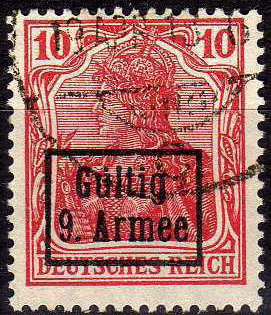
Briefmarke für das Etappengebiet der 9. Armee

Im Frühjahr 1918 stand die 9. Armee im Nordosten Rumäniens. Für das ihr zugewiesene Etappengebiet richtete sie einen Postdienst ein, der auch der Zivilbevölkerung offenstand. Hierfür wurden vier verschiedene Germaniamarken mit Aufdruck Gültig/9. Armee im Februar/März 1918 in Umlauf gebracht.
Am 19. Juni 1918 wurde das Armeeoberkommando 9 an die Westfront verlegt. Dort kam es bereits am 5. Juli 1918 am westlichen Abschnitt des Marnebogens zum Einsatz. Der seit 18. Juni 1918 mit der Führung beauftragte General Fritz von Below war todkrank, daher führte der vorherige Oberbefehlshaber General der Infanterie Johannes von Eben das Kommando in Vertretung bis Anfang August weiter. Das neue Hauptquartier wurde in Crépy eingerichtet und am 27. August 1918 nach Marle verlegt. Das AOK 9 war an der Zweiten Schlacht an der Marne nahe Soissons beteiligt, dann als Teil der Heeresgruppe Boehn an der Abwehr gegen die Hunderttageoffensive der Alliierten und wich später in die Siegfriedstellung aus. Am 18. September 1918 wurde es jedoch aufgelöst und in das Oberkommando der Heeresgruppe Gallwitz umgewandelt.